# 젱킨스의 귀 전쟁
젱킨스의 귀 전쟁(War of Jenkins' Ear)은 1739년에 일어난 그레이트 브리튼 왕국(영국)과 스페인의 해상 권한 쟁패의 전쟁이며, 스페인 당국에 나포된 이후에 귀가 잘렸다는 영국의 상선 선장 로버트 젱킨스의 이름에서 유래한다. 이윽고 유럽 대륙에서 일어난 오스트리아 왕위 계승 전쟁으로 확대되면서 유럽 전역에 걸친 큰 전쟁으로 발전했다. 이 전쟁은 1748년의 엑스라샤펠 조약을 체결하게 되었으며, 1756년에 시작된 7년 전쟁으로 이어지는 계기가 되었다.